# Марш на Вашингтон
«Марш на Вашингтон за рабочие места и свободу» (англ. March on Washington for Jobs and Freedom) — мирная акция протеста, состоявшаяся в Вашингтоне 28 августа 1963 года. От 200 тысяч до 300 тысяч человек прошли маршем к мемориалу Линкольну, где Мартин Лютер Кинг произнёс речь, получившую название «У меня есть мечта». Около 80 % участников марша были афроамериканцами и 20 % — белыми и представителями других рас.
Марш был организован правозащитными, рабочими и религиозными организациями. Он был организован таким образом, чтобы представлять, помимо афроамериканцев, рабочее профсоюзное движение, а также три религиозных конфессии — протестантов, католиков и иудеев.
После марша власти были вынуждены принять Закон о гражданских правах (1964), запрещавший сегрегацию в общественных местах, и Закон об избирательных правах (1965), устанавливавший равные права на выборах для афроамериканцев.

## Предпосылки
Несмотря на освобождение от рабства, получение статуса граждан США и права участия в выборах после Гражданской войны, многие Афроамериканцы продолжали сталкиваться с социальным, политическим и экономическим давлением вплоть до второй половины XX века. В начале 1960-х годов, система правовой дискриминации, известная как законы Джима Кроу, была широко распространена на юге США, обеспечивая подавление прав цветного населения Америки. Чернокожие люди испытывали дискриминацию со стороны частного бизнеса и правительства, не допускаясь к выборам при помощи насилия и запугивания. В 21 штате были запрещены межрасовые браки.
Ранние попытки организации демонстраций включали в себя Движение за Марш на Вашингтон (1941—1946). Главным организатором стал А. Филип Рэндольф — президент Братства спальных вагонов, президент Негроамериканского совета труда, и вице-президент АФТ-КПП. В 1941 году он вместе с правозащитником Баярдом Растином призвал 100 000 чернокожих рабочих на марш в Вашингтон в знак протеста против дискриминационного найма военными подрядчиками США. Перед лицом массового шествия, запланированного на 1 июля 1941 года, президент Франклин Д. Рузвельт 25 июня издал распоряжение № 8802, согласно которому был учреждён Комитет по добросовестной практике трудоустройства и запрещена дискриминация при найме в оборонной промышленности. Марш был отменён.
Рэндольф и Растин продолжали над идеей массового шествия по Вашингтону. Они запланировали несколько крупных маршей в 1940-х годах, но все были отменены (несмотря на критику со стороны Растина). 17 мая 1957 года они организовали демонстрацию, названную ими «Молитвенное Паломничество за Свободу», в Мемориале Линкольна. В ней приняли участие такие ключевые лидеры, как Адам Клейтон Пауэлл, Мартин Лютер Кинг-младший и Рой Уилкинс. Махалия Джексон выступала в качестве приглашённого артиста.
Марш 1963 года был важной частью быстро развивающегося Движения за гражданские права, представлявшее собой мирные демонстрации и различные ненасильственные акции.
1963 год также стал сотой годовщиной с момента подписания Авраамом Линкольным Прокламации об освобождении рабов. Представители Конференции южного христианского руководства и Национальной ассоциации содействия прогрессу цветного населения явились на марш, забыв разногласиях. Множество белых и чернокожих сплотились в свете необходимости срочных изменений в стране.
На юге США разразились жестокие конфликты в Кембридже (Мэриленд); Пайн Блафф (Арканзас); Голдсборо (Северная Каролина); Сомервиль (Теннесси); Сент-Огастин (Флорида); и на территории Миссисипи. В большинстве этих инцидентов белые принимали ответные меры против ненасильственных демонстрантов. Многие изъявили желание пойти на Вашингтон, но не согласились с тем, как проводить марш. Некоторые призывали к полному закрытию городов путём гражданского неповиновения. Другие утверждали, что движение должно оставаться общенациональным, а не концентрировать свою энергию на столице страны. Широко было распространено мнение, что администрация Кеннеди не выполнила своих обещаний на выборах 1960 года, и Кинг назвал гоночную политику Кеннеди «токенизмом».
24 мая 1963 года генеральный прокурор Роберт Ф. Кеннеди пригласил афроамериканского романиста Джеймса Болдуина вместе с большой группой деятелей искусств на встречу в Нью-Йорке для обсуждения расовых отношений. Однако встреча стала антагонистической, так как чёрные участники считали, что Кеннеди не имел должного понимания проблемы расового неравенства в стране. Публичный провал встречи, позже известной как встреча Болдуина-Кеннеди, подчеркнул разницу между потребностями Чёрной Америки и пониманием политиков Вашингтона. Тем не менее, встреча заставила администрацию Кеннеди принять дополнительные меры по гражданским правам афроамериканцев. 11 июня 1963 года президент Джон Ф. Кеннеди выступил по национальному телевидению и радио, объявив, что будет настаивать на принятии законодательства о гражданских правах — итогом этих усилий стал Законом о гражданских правах 1964 года. Той ночью активист из Миссисипи Медгар Эверс был убит рядом с собственным домом, что ещё больше обострило напряжённость вокруг проблемы расового неравенства в стране.

## Реакция и память

### Организаторы
Хотя в целом СМИ объявили Марш успешным благодаря высокой явке, организаторы не были уверены, что он приведёт к переменам. Рэндольф и Растин отказались от веры в результативность протеста. Кинг, в то же время, верил, что действия в Вашингтоне могут сработать, но указал, что последующие марши должны привлекать больше внимания к экономическому неравенству. В 1967—1968 годах он организовал Кампанию бедных людей.

### Критика
Темнокожий националист Малкольм Икс раскритиковал марш, назвав его «пикником» и «цирком». Он заявил, что лидеры движения за гражданские права исказили первоначальную цель марша, который должен был показать силу и гнев чернокожих, позволив белым людям и организациям помогать планировать и участвовать в марше. Один сотрудник SNCC прокомментировал во время марша: «Он называет нас клоунами, хотя он сам один из них». Но позже члены SNCC, разочарованные тактикой NAACP и других умеренных организаций, постепенно приняли его позицию.
Сегрегационисты, включая Уильяма Дженнингса Брайана Дорна, критиковали правительство за сотрудничество с активистами за гражданские права. Сенатор Олин Д. Джонстон отклонил приглашение присутствовать, написав: «Вы совершаете большую ошибку, продвигая этот марш. Вам стоит знать, что криминальные, фанатичные, коммунистические элементы, и другие психи придут, чтобы использовать эту толпу в своих интересах. Вы не будете иметь никакого влияния ни на одного члена Конгресса, включая меня».

## Политический эффект и наследие марша
Символизм марша оспаривался ещё задолго до его проведения. В последующие после марша годы представители радикальных движений всё чаще подписывались под словами Малкольма Икс, говорившего об результатах марша лишь как об кооптации белого правительства. Обе главные политические партии США, как правило, положительно отзывались об акции, но в основном сосредоточиваясь на речи Кинга «У меня есть мечта» и законодательных успехах 1964 и 1965 годов.

### Политический эффект
Вскоре после того, как спикеры закончили свои встречи с Конгрессом обе палаты приняли закон о создании арбитражного совета по спорам для бастующих железнодорожников.
Маршу часто приписывают создание политического импульса для Закона о гражданских правах 1964 года и Закона о избирательных правах 1965 года.

### Юбилейные марши
Каждые 5 лет проводятся юбилейные марши, из которых марши 20 и 25-летия являются самыми известными.
Тема 25-й годовщины была «У нас всё ещё есть мечта … Работа * Мир * Свобода».
На юбилейном марше 2013 года президент Барак Обама наградил Баярда Растина и ещё 15 человек посмертной президентской медалью свободы.

### Почтовая марка
В связи с 50-летним юбилеем Почтовая служба Соединённых Штатов выпустила марку, посвящённую событиям 1963 года в Вашингтоне. На марке изображены участники марша возле памятника Вашингтону со знаками, призывающими к равным правам и работе для всех.

## Галерея

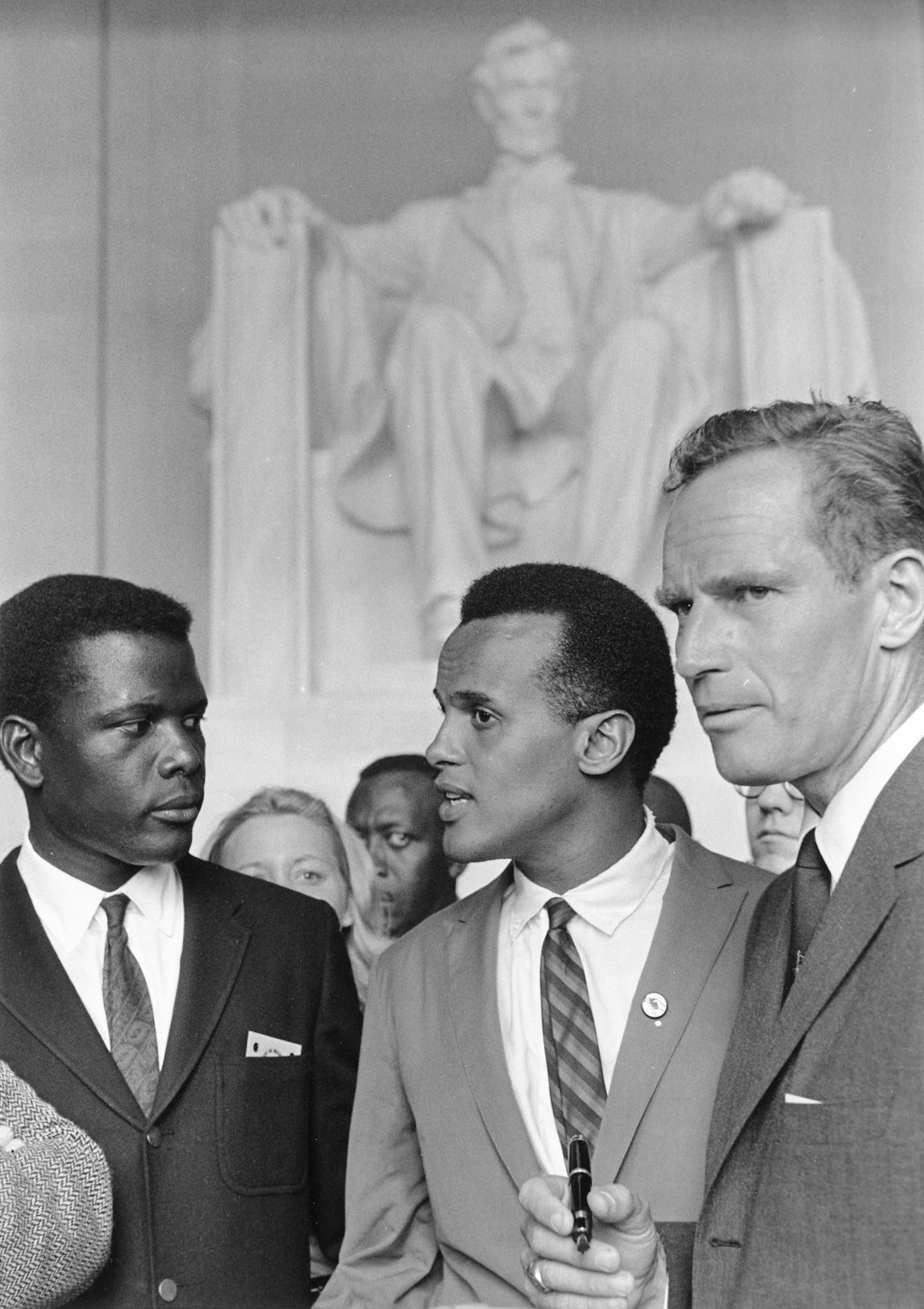
Сидни Пуатье, Гарри Белафонте и Чарлтон Хестон
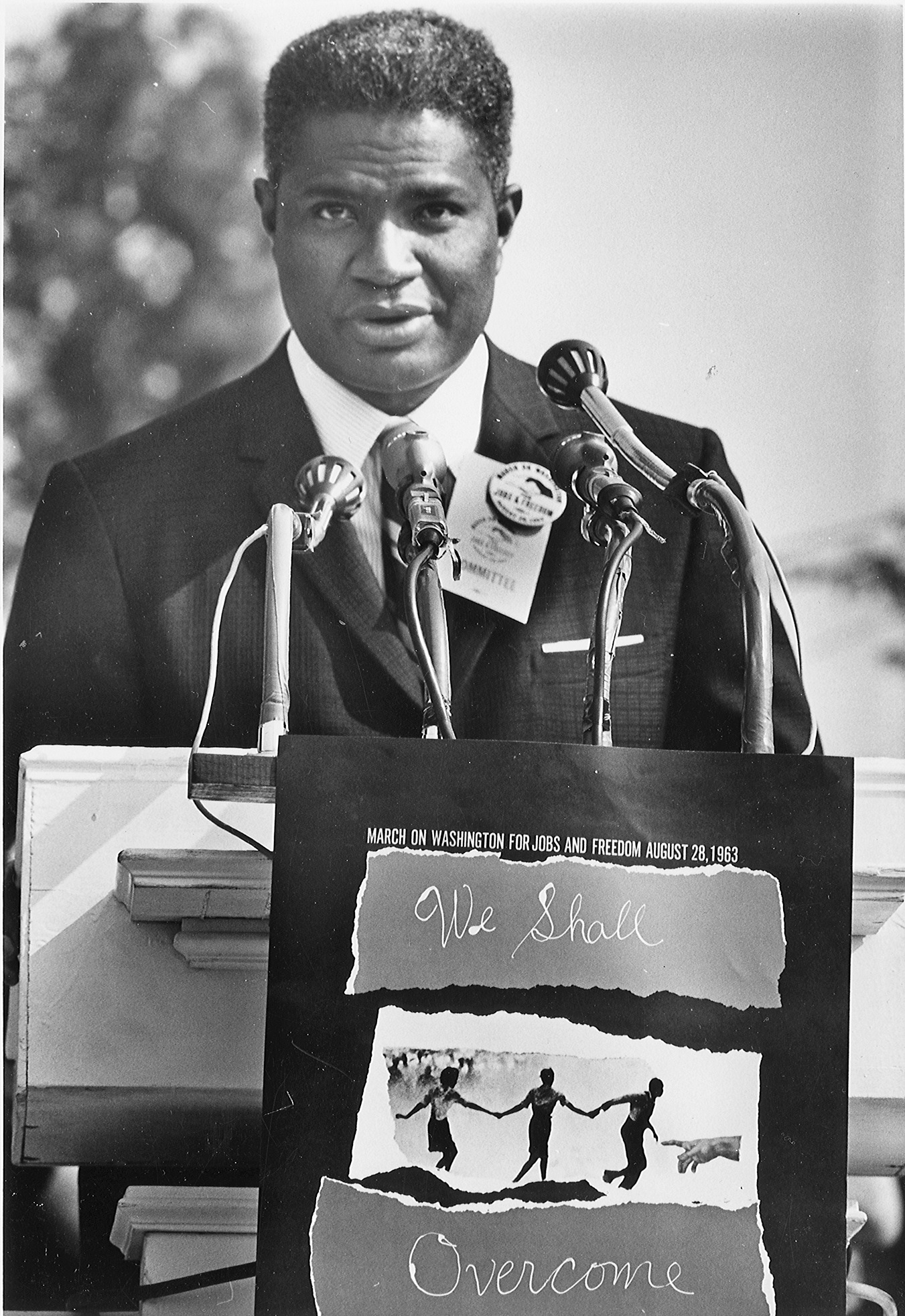
Актёр Осси Дэвис
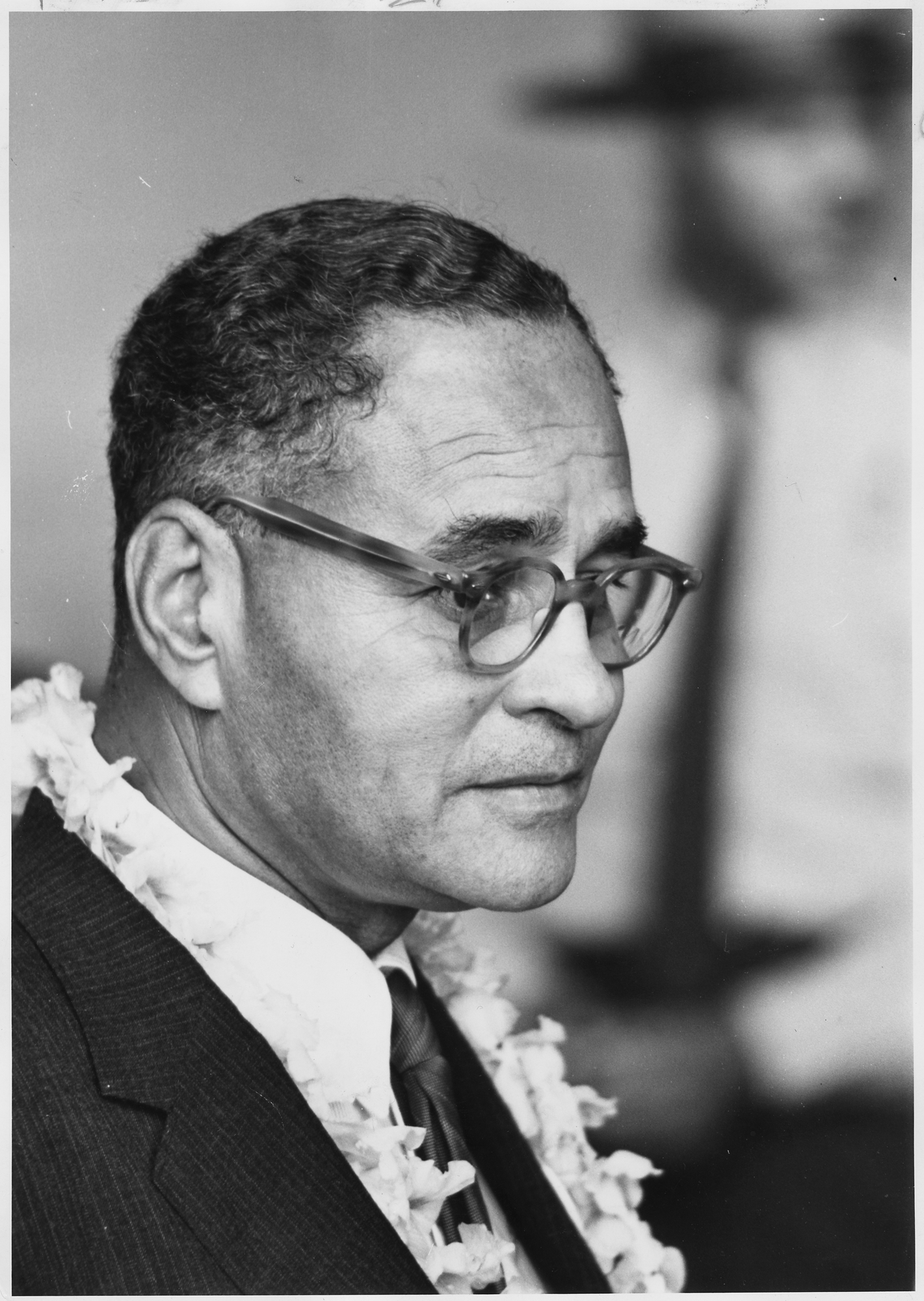
Ральф Банч, Лауреат Нобелевской премии мира
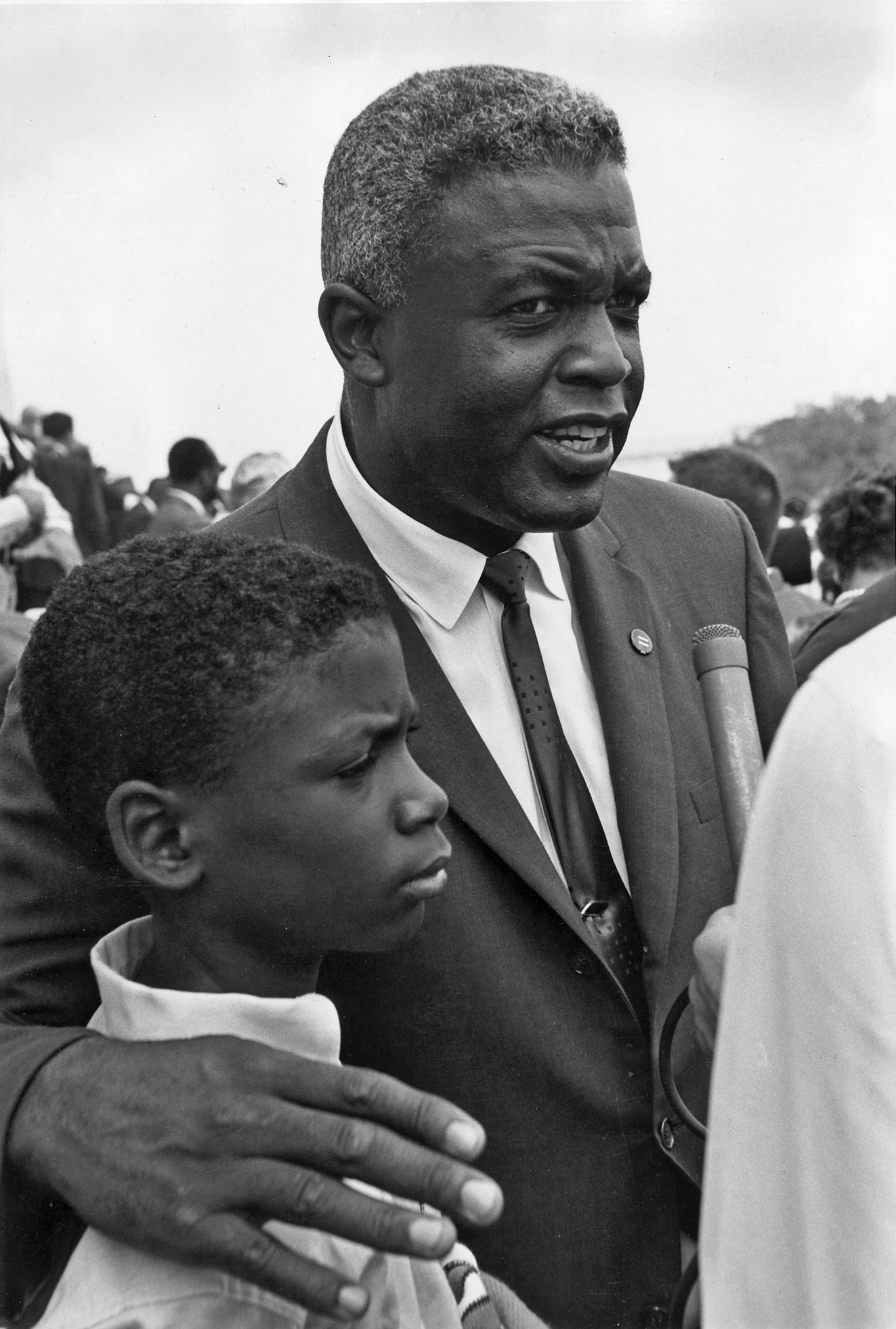
Бейсболист Главной лиги, Джеки Робинсон

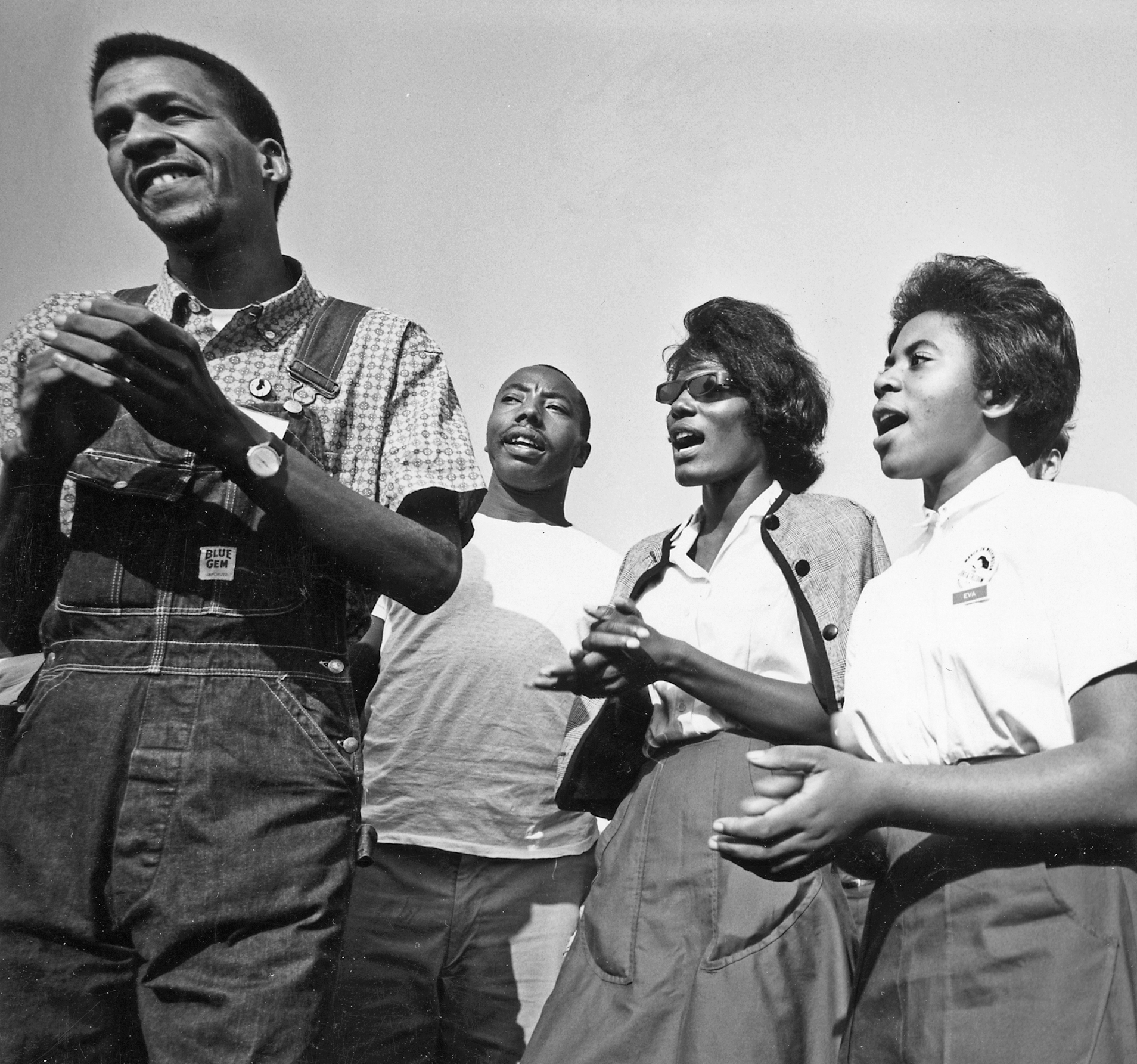
Четыре поющих демонстрата
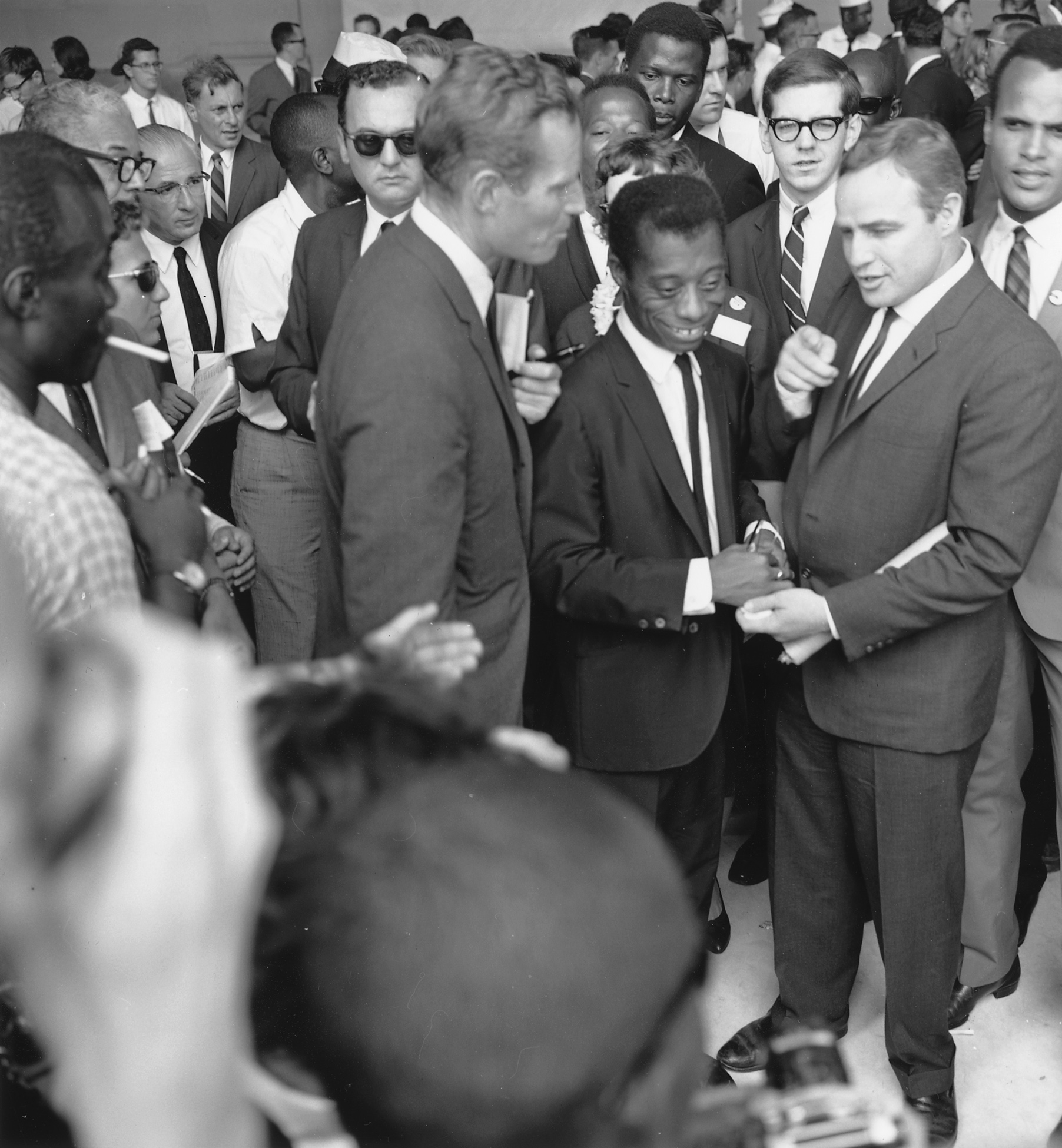
Чарльтон Хестон, Джеймс Болдуин, Марлон Брандо и Гарри Белафонте
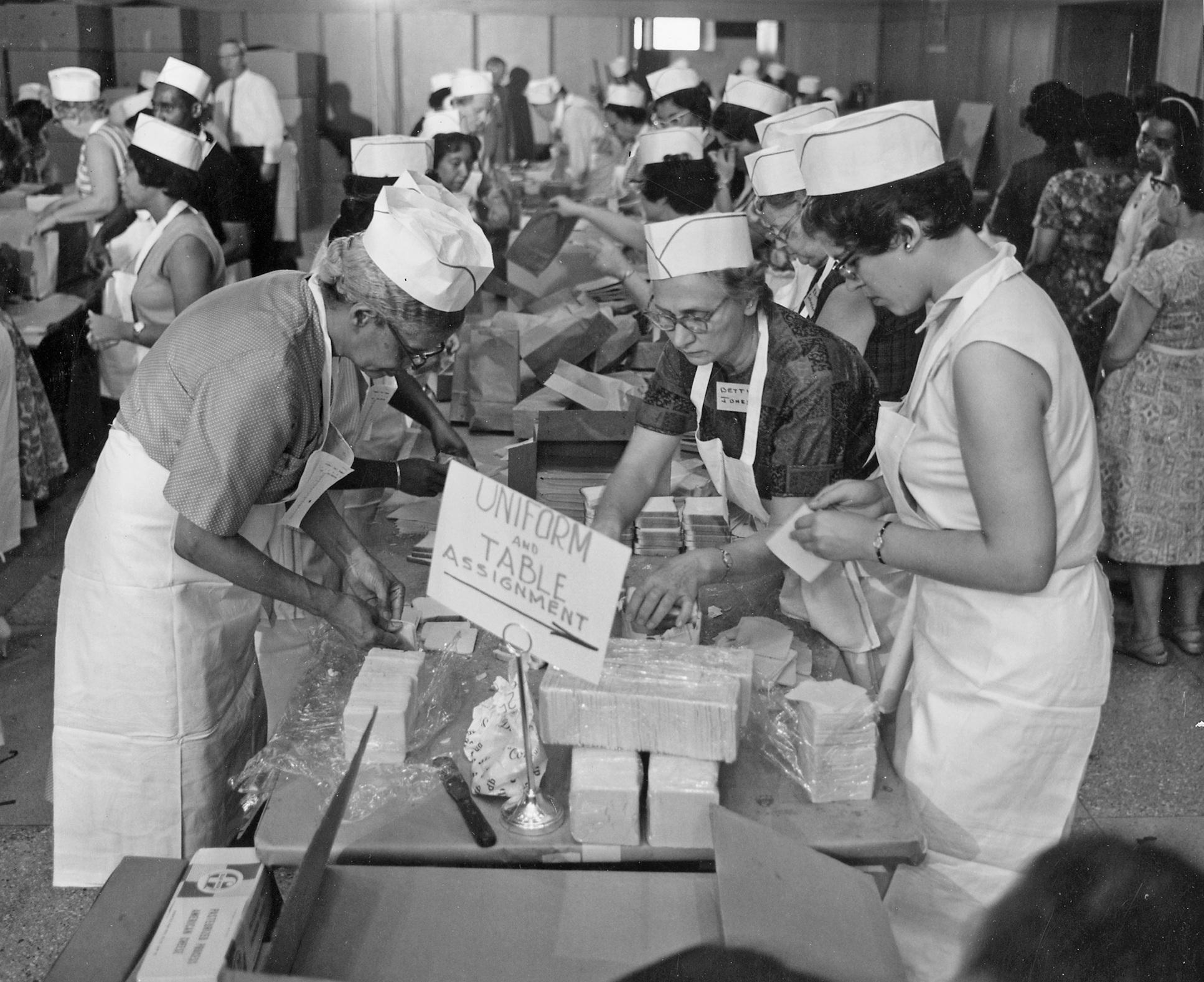
Бригада общественного питания

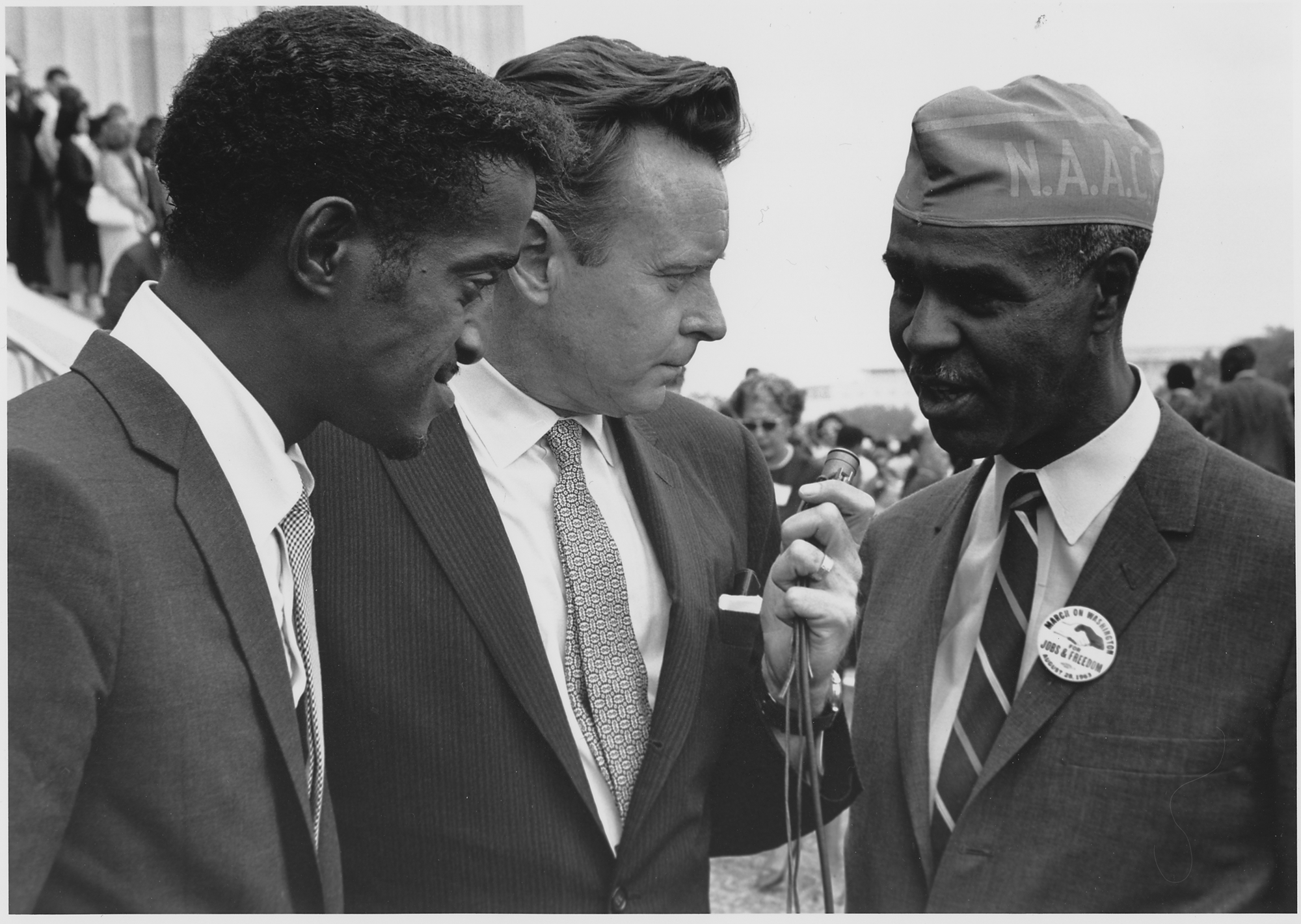
Сэмми Дэвис младший, с Роем Уилкинсом, Исполнительным секретарём NAACP
Вокалисты Peter, Paul and Mary
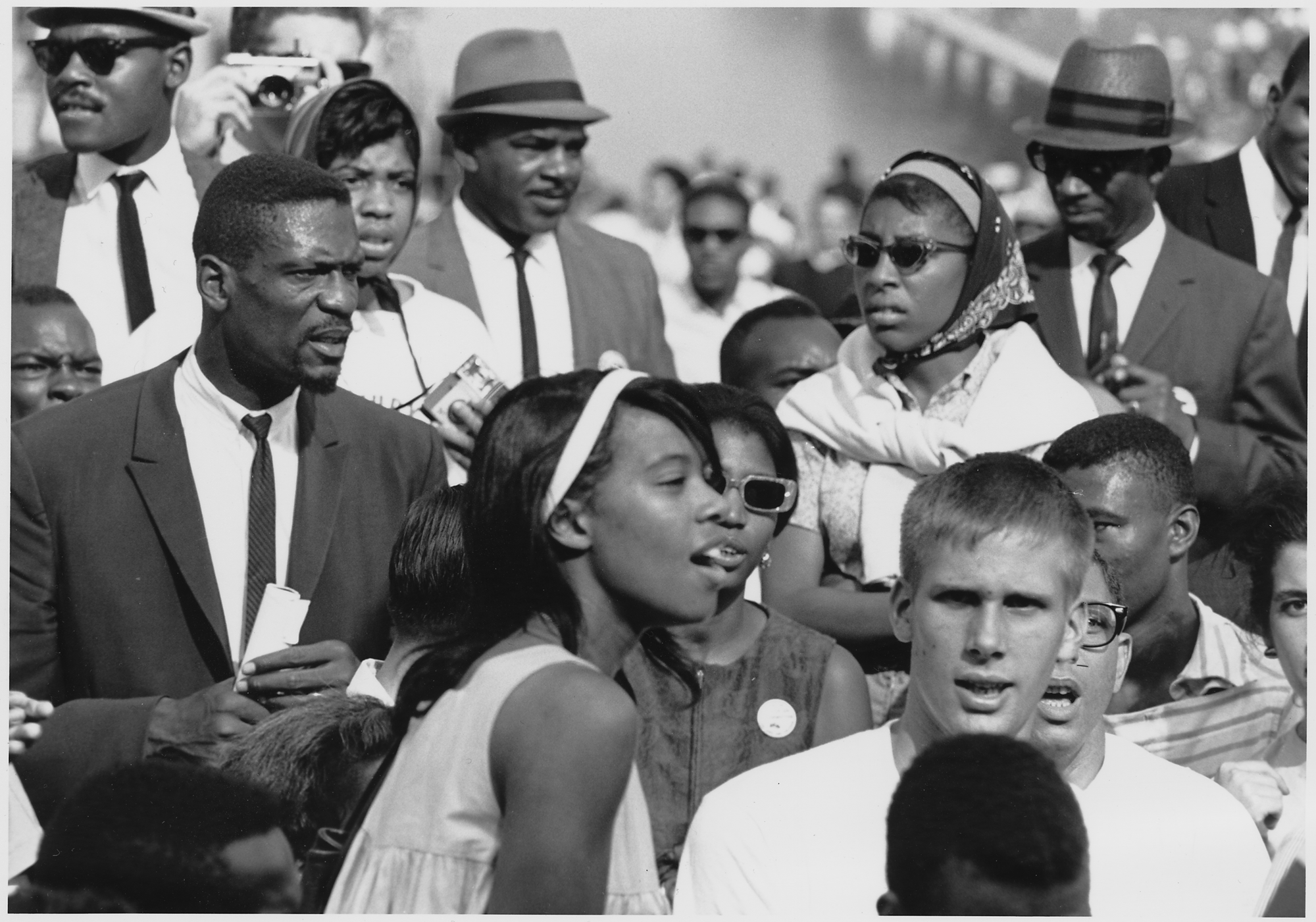
Игрок Национальной баскетбольной ассоциации, Билл Рассел